# Parkway Drive
Parkway Drive este o formație metalcore din Byron Bay, New South Wales, Australia, fondată în 2003. Până în 2013, Parkway Drive a lansat patru albume de studio, Killing with a Smile, Horizons, Deep Blue și Atlas, un EP, două DVD-uri, un album split și o carte; "Ten Years of Parkway Drive". Ultimele trei albume ale lor au intrat în top 10 a clasamentului Australian ARIA.

## Membrii formației

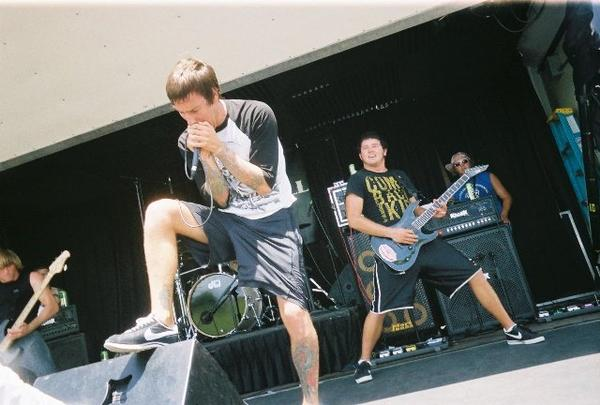
Parkway Drive în 2007 la Warped Tour

| Membri actuali - Winston McCall – vocal (2002–prezent) - Jeff Ling – chitară (2002–prezent) - Luke "Pig" Kilpatrick – chitară ritmică (2002–prezent) - Ben "Gaz" Gordon – baterie (2002–prezent) - Jia "Pie" O'Connor – chitară bas (2006–prezent) | Foști membri - Brett Versteeg - chitară bas, vocal (2002-2004) - Shaun "Cashy" Cash - chitară bas (2004-2006) |

Cronologie

## Discografie

### Albume de studio
| 2005                                                                              | Killing with a Smile - Lansat: 1976 - Label: Resist; Epitaph - Formate: CD, digital download | 39 | —  | —  | —  | —  | —  | —  | —  | —   | —   |             |
| 2007                                                                              | Horizons - Lansat: 1991 - Label: Resist; Epitaph - Formate: CD, digital download             | 6  | —  | —  | 27 | —  | —  | —  | —  | —   | —   |             |
| 2010                                                                              | Deep Blue - Lansat: 1979 - Label: Resist; Epitaph - Formate: CD, digital download            | 2  | 21 | 39 | —  | 46 | 68 | 84 | —  | —   | 112 | - AUS: Gold |
| 2012                                                                              | Atlas - Lansat: 1976 - Label: Resist; Epitaph - Formate: CD, digital download                | 3  | 12 | 32 | —  | 22 | 33 | 57 | 74 | 162 | 48  | - AUS: Gold |
| 2015                                                                              | Ire                                                                                          |    |    |    |    |    |    |    |    |     |     |             |
| 2018                                                                              | Reverence                                                                                    |    |    |    |    |    |    |    |    |     |     |             |
| "—" denotes a recording that did not chart or was not released in that territory. |                                                                                              |    |    |    |    |    |    |    |    |     |     |             |

### EP-uri
| An   | Detalii album                                                      |
| ---- | ------------------------------------------------------------------ |
| 2004 | Don't Close Your Eyes - Lansat: 2004 - Label: Resist - Formate: CD |

### Albume split
| An   | Detalii album                                                                            |
| ---- | ---------------------------------------------------------------------------------------- |
| 2003 | Split CD with I Killed the Prom Queen - Lansat: 2003 - Label: Final Prayer - Formate: CD |

### Videoclipuri
| Titlu                     | An   | Album                | Regizor         |
| ------------------------- | ---- | -------------------- | --------------- |
| "Smoke 'Em If Ya Got 'Em" | 2006 | Killing with a Smile | N/A             |
| "Boneyards"               | 2007 | Horizons             | N/A             |
| "Sleepwalker"             | 2010 | Deep Blue            | N/A             |
| "Karma"                   | 2011 | Deep Blue            | N/A             |
| "Unrest"                  | 2011 | Deep Blue            | N/A             |
| "Dark Days"               | 2012 | Atlas                | Aaron Hymes     |
| "Wild Eyes"               | 2013 | Atlas                | Aaron Hymes     |
| "Vice Grip"               | 2015 | Ire                  | Frankie Nasso   |
| "Crushed"                 | 2015 | Ire                  | Carlo Oppermann |
| "Devil's Calling"         | 2016 | Ire (Deluxe Edition) | Frankie Nasso   |
| "Bottom Feeder"           | 2016 | Ire                  | N/A             |
| "Wishing Wells"           | 2018 | Reverence            | Frankie Nasso   |
| "The Void"                | 2018 | Reverence            | Allan Hardy     |
| "Prey"                    | 2018 | Reverence            | Neal Walters    |
| "Shadow Boxing"           | 2019 | Reverence            | N/A             |

### Alte piese
- "Do What You Want" (Bad Religion cover) - This Is Australia (2010, Bloke Records)

## Filmografie
DVD-uri/Blu-ray
- Parkway Drive: The DVD (2009, Epitaph Records) *only on DVD
- Home Is for the Heartless (2012, Epitaph Records)
- Viva the Underdogs (2020; Resist, Epitaph)